# هریله
هریله، روستایی از توابع بخش دینور شهرستان صحنه در استان کرمانشاه ایران است.

## وجه تسمیه
در وجه تسمیه روستا موارد مختلفی عنوان شده است که محتمل‌ترین آنها به موجب ایلات منطقه غرب کشور بوده که به صورت موقتی در این روستا اتراق می کردند که گاهی تعداد آنها از اهالی روستا بیشتر می شد، به همین علت به این روستا به زبان بومی می گفتند 《هر ایله》به معنی، ایل بسیار می باشد. 

## اشتغال
روستای هریله از نظر جغرافیایی در منطقه‌ای مناسب برای باغداری و کشاورزی قرار دارد، ولی متأسفانه مورد کم توجه‌ای مسئولین شهرستان و استان واقع شده است، اراضی روستا مناسب برای هر نوع کشت پاییزه و بهاره، از جمله گندم، آفتابگردان، گشنیز، چغندر، کلزا، نخود،عدس و ... می باشد. اما به علت کافی نبودن آب کشاورزی، بالغ بر ۷۰ درصد از زمین های آبی به دیم تبدیل شده، که موجب پایین آمدن راندمان تولید محصول گردیده است.
سال ۱۳۹۰ در یک طرح عمرانی ناموفق به منظور تامین آب کشاورزی می توان نام برد، طرح لوله گذاری از قنات روستا تا اراضی آبی که به صورت نیمه کاره رها گردید که همین طرح دارای اشکالات فنی بیشماری می باشد که مضرات آن خیلی بیشتر از منافع آن می باشد، از عمده ترین این اشکالات می توان گرفتگی هر ساله لوله مدفون زیر خاک به علت نداشتن حوضچه آرامش برای ته نشین شدن ذرات گل ولای و همچنین اجرا نشدن دریواسیون کافی در محل ورودی آب قنات به داخل لوله ها نام برد.

## فرهنگ

### گویش
مردم این روستا به زبان کردی گویش دارند، گویش کردی این روستا بسیار شبیه به کردی کلهر می باشد.

### مذهب
همه مردم این روستا پیرو مذهب شیعه دوازده امامی هستند.

### شجره
اکثریت مردم روستا از نوادگان کریم خان زند می باشند و زمانی که گروهی از شاهزادگان دربار کریم خان زند برای زیارت به سوی کربلا راهی شده بودند،در راه بازگشت در این روستا سکونت یافتند و به«ملکیان»شهرت یافته‌اند.در اصل کریم خان زند به عنوان جد هشتم،نهم،و دهم اهالی این روستا به شمار می رود.

## جمعیت
این روستا در دهستان دینور قرار دارد و براساس سرشماری مرکز آمار ایران در سال۱۳۹۵ ، جمعیت آن ۶۳ نفر بوده‌است.

## موقعیت
این روستا در کیلومتر 35 جاده بیستون-سنقر واقع شده است و با روستاهای سفیدخانی، رشیدآباد،جبارآباد،بالاجوب وشیرخان همجوار است. فاصله روستا تا نزدیکترین مرکز شهرستان (سنقر) ۲۰ کیلومتر می باشد. و فاصله تا صحنه ۳۸ کیلومتر می باشد.و در ۶۵کیلومتری مرکز استان کرمانشاه واقع شده است. مرغوبترین زمینهای این روستا شامل:قلاورخانه،گایله راه و بوسانجار می شود.این روستا به دلیل نزدیکی بیش از حد به روستاهای سفیدخانی و رشید آباد و ارتباط اهالی سه روستا با یکدیگر میتوان این سه روستا را یکی خواند.

## مدرسه
با همت خیرین مدرسه ساز، مدرسه یک کلاسه در حال ساخت می باشد و تا سال ۱۴۰۰ به بهره‌برداری می رسد، مدرسه مطابق با آخرین استاندارد سازمان نوسازی مدارس احداث شده است، و همچنین روستا دارای یک مدرسه دیگر می باشد که صفر تا صد ساخت مدرسه توسط اهالی روستا انجام شده است، که من بعد به عنوان حسینه از آن استفاده می کنند.